# Furstendömet Valona
Furstendömet Valona var en historisk monarki som bildades på Balkanhalvön år 1346.
Det kallades också furstendömet Valona och Kanina, despotatet Valona och Kanina och furstendömet Vlorë. 
Den bildades ur det Bysantinska riket och erövrades 1417 av Osmanska riket. Det var ursprungligen en vasall till Serbien men influerades i praktiken av republiken Venedig.